# Ghiacciaio continentale
Un ghiacciaio continentale, o indlandsis (dallo svedese inland "entroterra» e is «ghiaccio"), è una massa di acqua ghiacciata che ricopre la terraferma e la cui estensione è superiore ai 50000 km².

## Caratteristiche
I ghiacciai continentali attuali sono in Antartide e in Groenlandia; durante l'ultima era glaciale nel periodo di massima estensione dei ghiacciai (LGM) il ghiacciaio continentale Laurentide ricopriva gran parte del Canada e del Nord America, il Weichseliano ricopriva il Nord Europa e il Patagonia ricopriva buona parte del Sud America.
I ghiacciai continentali sono più estesi sia delle piattaforme di ghiaccio continentale, sia dei ghiacciai tradizionalmente intesi.
Masse di ghiaccio che ricoprono una superficie inferiore ai 50000 km² vengono definite cappa di ghiaccio. Una cappa glaciale solitamente alimenta una serie di ghiacciai attorno alla sua periferia.
Sebbene la superficie sia fredda, la base di un ghiacciaio continentale è generalmente più calda, in alcuni punti si scioglie e l'acqua che si forma lubrifica il ghiacciaio stesso di modo che riesca a scorrere più velocemente. Questo processo produce canali di scorrimento veloci all'interno del ghiacciaio continentale chiamati fiumi di ghiaccio.
I ghiacciai continentali attuali sono relativamente giovani considerando la loro età in termini geologici. Il ghiacciaio continentale antartico in principio era una piccola calotta glaciale oppure secondo altri alcune calotte nell'Oligocene, ma si ritirò e avanzò molte volte fino ad arrivare al Pliocene, quando arrivò ad occupare quasi tutta l'Antartide. Il ghiacciaio continentale della Groenlandia non si sviluppò del tutto fino al tardo Pliocene, ma si sviluppò visibilmente ed in maniera molto rapida con la prima glaciazione continentale. Questo ebbe l'effetto inusuale di permettere ai fossili di piante che crescevano sull'attuale Groenlandia di essere maggiormente conservate rispetto a quelli che hanno subito la lenta formazione del ghiacciaio continentale antartico.

## Ghiacciaio continentale antartico
Il ghiacciaio continentale antartico è la più grande massa unitaria di ghiaccio sulla Terra. Ricopre un'area di all'incirca 14 milioni di km² e contiene 30 milioni di km³ di ghiaccio. Circa il 90% dell'acqua dolce sulla superficie terrestre è racchiusa in questo ghiacciaio continentale, e, se si sciogliesse causerebbe un innalzamento del livello del mare di 61,1 metri.Nella parte orientale del continente antartico il ghiacciaio continentale è adagiato per la maggior parte sopra la terraferma, mentre nella parte occidentale il letto del ghiacciaio si trova adagiato in punti che sono oltre i 2500 m al di sotto del livello del mare. Potrebbe essere il fondo marino se il ghiacciaio continentale non fosse li. Comunque, se il ghiacciaio fosse effettivamente rimosso, verrebbe ad aversi un assestamento isostatico che provocherebbe un innalzamento medio del continente antartico di 800 m al di sopra del livello del mare.

## Ghiacciaio continentale groenlandese

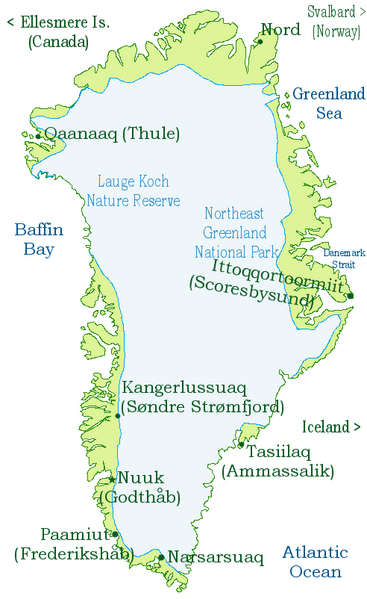
Mappa della Groenlandia

Il ghiacciaio continentale della Groenlandia occupa all'incirca l'82% della superficie dell'isola; se si sciogliesse porterebbe ad un innalzamento del livello del mare di circa 7,2 metri . Le misurazioni sono state effettuate dalla NASA con il satellite Gravity Recovery and Climate Experiment (GRACE) messo in orbita nel 2002.

## Possibili effetti dovuti all'innalzamento globale della temperatura
Sugli effetti del riscaldamento globale sui ghiacciai continentali vi sono stati risultati contrastanti delle prime ricerche condotte.
Nel 2001 l'IPCC ipotizzava, tramite modellizzazioni, che se si presentasse l'innalzamento globale della temperatura, nel prossimo secolo il ghiacciaio continentale antartico è previsto che acquisti massa principalmente perché è talmente freddo che un aumento della temperatura non porterebbe ad un suo scioglimento significante ma provocherebbe un aumento di umidità; viceversa il ghiacciaio continentale groenlandese è previsto che perda massa attraverso lo scioglimento.
Le successive analisi del British Antarctic Survey basate invece sulle ricerche e rilievi puntuali sul campo, prevedono con le stesse condizioni una fusione dei ghiacci sia in Groenlandia che in Antartide.